# Фол Аут Бой
„Фол Аут Бой“ (на английски: Fall Out Boy, съкратено FOB) е алтернативна рок група (често описвана като поп-пънк или имо) от Уилмет (предградие на Чикаго), щата Илинойс, САЩ.
Създадена е през 2001 г. Групата се състои от Патрик Стъмп (вокалист, китарист), Пийт Уентз (бас китарист, вокалист и текстописец), Джо Троман (водещ китарист) и Анди Хърли (барабанист).

## Биография

### Началото (2002 – 2004)
Първият албум на FOB e Fall Out Boy's Evening Out With Your Girlfriend през 2003 г. През този период те изпълняват своите песни в предградията на Чикаго. The Knights of Columbus Hall е една от техните първи сцени и клипът към песента „Dead On Arrival“ е заснет в нея. Барабанистът Анди Хърли се включва в групата след първия албум. Година след това те подписват с Fueled By Ramen и издават втория си албум Take This To Your Grave със синглите „Grand Theft Autumn/Where Is Your Boy“ и „Saturday“. Албумът получава златен статус. През 2003 групата подписва с Island Records и издава албум My Heart Will Always Be the B-Side to My Tongue, към който има и DVD.

### Известност (2005 – 2006)
През 2005 стабилността на групата е разтърсена от опита на Пийт Уентз за самоубийство след свръхдоза лоразепам. Песента 7 Minutes In Heaven (Atavan Halen) е написана по този повод. На 3 май 2005 г. излиза диска From Under The Cork Tree, който само за една седмица се продава в 70 000 копия и скоро след това става двойно платинен.
Фол Аут Бой са били на турне с много групи като: Taking Back Sunday, Less Than Jake, blink-182, Panic! at the Disco, Midtown, Hawthorne Heights, The All-American Rejects, The Academy Is…, The Hush Sound, October Fall, и From First to Last.

### Infinity On High (2007)
Четвъртият албум на Фол Аут Бой е озаглавен Infinity On High и е издаден на 7 февруари 2007. Дебютният сингъл е изпълнен за първи път на живо на Американските музикалните награди. Песента „This Ain't a Scene, It's an Arms Race“ се задържа на първо място в Total Request Live, MTV. Фол Аут Бой са се съгласили да участват в Live Earth концертите на 7 юли 2007. Патрик Стъмп участва в Cupid's Chokehold на Gym Class Heroes и продуцира няколко други албума.

### Folie à Deux (2008)
На 16 декември групата издава албума Folie à Deux. В него те доразвиват звученето си като по-голямо влияние имат поп и хип-хоп музиката. Албумът дебютира на осмо място в класацията Билборд топ 200 като продава 150 000 копия през първата седмица. Евентуално Folie à Deux е сертифициран като „Златен“ и продава 500 000 копия, но е счетен като зле продаващ се, в сравнение с предишните им албуми. Някой от изпълнителите, които се появяват в песните са:Elvis Costello, Lil Wayne, Brendon Urie от Panic! at the Disco, Gabe Saporta от Cobra Starship и Travis McCoy от Gym Class Heroes.
Албумът получава добри отзиви от музикалните критици, но не се харесва сред някои от феновете, тъй като страни от поп-рок саунда от първите албуми.

### Турнета, компилации и раздяла (2009)
След редица успешни турнета по целия свят групата издава албума Believers Never Die – Greatest Hits, който е компилация от най-големите им хитове плюс две нови песни From Now On We Are Enemies и Alpha Dog на 17 ноември 2009 г. След издаването на албума Фол Аут Бой не се появяват по медиите, докато на 20 ноември 2009 г. членовете на групата обявяват временна раздяла с цел да се занимават с други проекти.

### Странични проекти (2010 – 2012)
Анди Хърли и Джо Троман основават групата The Damned Things с членове на групите Антракс и Every Time I Die. Групата издава албума си Ironiclast и започва турне. Пийт Уентц прави групата Black Cards заедно с вокалистката Биби Рекшша, но след няколко неуспешни микстейп-а и отлагане на албум Биби напуска. Патрик Стъмп издава соловия си албум Soul Punk на 18 октомври 2011 г. Получава много добри отзиви от музикалните критици, но не се продава (само 9000 копия за първата седмица) и е жестоко критикуван от феновете на Фал Аут Бой. Последвалото турне също е неуспешно и това подтиква Стъмп към отказване от музикалния бизнес, но скоро той публикува статия в блог-а си в която обяснява, че няма да се оттегля, но смята да изчезне за малко за да си почине. През 2012 г. Троман издава албум с групата With Knives, а в края на годината Хърли прави турнета с няколко метъл банди.

### Слухове и завръщане (2013)
След редици слухове и подсказки за нов албум, които са отречени от всички членове на групата, на 4 февруари Фол Аут Бой публикуват нова снимка във Фейсбук с надпис „Бъдещето на Фол Аут Бой започва СЕГА“, а петнадесет минути по-късно публикуват и линк към новия им сингъл My Songs Know What You Did in the Dark (Light Em Up), като обявяват турне и нов албум наречен Save Rock And Roll за 6 май 2013 г. За 2 дни Групата прави 2 шоута, сингълът им събира над 2 000 000 гледания в Ютюб и групата създава редици трендове в Туитър. Първото им телевизионно представление е на 13 февруари в предаването Jimmy Kimmel Live!, а турнето им започва на 20 май и завършва на 30 юни.

## Награди
2005:"Sugar, We're Goin Down"	MTV Video Music Award – MTV2 Award – Спечелена
2006:"Dance, Dance" MuchMusic Video Award – „Изборът на публиката“: Favorite International Group – Спечелена
```
„Sugar, We're Goin Down“	Kerrang! Award for Best Single – Номинирани
„Sugar, We're Goin Down“	Kerrang! Award – Best Video – Спечелена
„Dance, Dance“	Teen Choice Award – Rock Track – Спечелена
„Dance, Dance“	Teen Choice Award – Single – Спечелена
Fall Out Boy	Teen Choice Award – Rock Group – Спечелена
Fall Out Boy	MTV Video Music Award – Viewer's Choice – Спечелена
Fall Out Boy	Grammy Award – Best New Artist – Номинирани
```

2007:"This Ain't a Scene, It's an Arms Race"	Kerrang! Award – Best Video – Спечелена
```
„Thnks fr th Mmrs“	Teen Choice Award – Single – Спечелена
Fall Out Boy	Teen Choice Award – Best Group – Спечелена
Fall Out Boy	MTV Video Music Award – Best Group – Спечелена
„Thnks fr th Mmrs“	Nickelodeon Kids Choice Award – Single – Спечелена
```

2008:"The Take Over, the Breaks Over" MuchMusic Video Award – Favorite International Video – Спечелена
```
Fall Out Boy	TMF Award – Best Live International – Спечелена
Fall Out Boy	TMF Award – Best Rock International – Спечелена
Fall Out Boy	TMF Award – Best Alternative International – Спечелена
„Beat It“	 MTV Video Music Award – Best Rock Video – Номинирани
Fall Out Boy	Teen Choice Award – Choice Rock Group – Номинирани
Pete Wentz	Teen Choice Award – Choice Hotties – Номинирани
```

2009:"I Don't Care"	NRJ Music Award – Best International Band – Номинирани